# Val d'Ambiez
La Val d'Ambiez è una sottovalle delle Valli Giudicarie che si trova nel settore meridionale del gruppo di Brenta, in Trentino. Situata nel Parco Naturale Adamello-Brenta è il luogo delle sorgenti del Torrente Ambiez (o Ambies) che la percorre per la sua intera lunghezza di 12 chilometri per poi sfociare nel fiume Sarca.

## Caratteristiche
L'accesso alla valle avviene geograficamente dall'abitato di San Lorenzo in Banale, più precisamente dalla località Baesa, a 3 chilometri oltre il paese lungo una strada carrozzabile.
La parte alta della valle ha una morfologia glaciale, è ben riconoscibile la morfologia del circo glaciale che in passato riuniva tutti i ghiacciai delle valli laterali. La parte bassa invece è caratterizzata da una profonda incisione fluviale, creatasi successivamente, che ha modellato l'originale morfologia dal tipico profilo ad “U”.
Le montagne che si innalzano dal fondovalle sono formate da tipiche rocce sedimentarie calcaree costituite da vari tipi di dolomia.
Dal punto di vista della flora nella Val d’Ambièz si trovano rappresentate tutte le diverse fasce di vegetazione, comprese quelle caratteristiche alpine. Anche sotto il profilo faunistico la Val d’Ambièz si caratterizza per la presenza di numerose specie tipiche alpine come i camosci, l'aquila reale ed il gipeto.
La valle non è abitata, gli unici stabilimenti sono i masi di Jon (1050 m s.l.m.), che stanno sul confine idrografico con la Valle di Jon (secondaria alla Val d'Ambiez), ed i masi di Dengolo (1393 m s.l.m.) quasi completamente in rovina ma collegati alla località Baesa con una teleferica.
A livello morfologico, la valle è circondata da numerose vette dolomitiche.
La parte alta della valle gode di un imponente circo montuoso; le cime che contornano la Val d'Ambiez possono essere divise in quattro sottogruppi in senso antiorario da est: il massiccio orientale del Ghez (2713 m s.l.m.) e del Dalun (2680 m s.l.m.); il massiccio centrale di fine vallata con le Cime di Ceda (2757 e 2766 m s.l.m.), Cima Tosa (3173 m s.l.m.) e Cima d'Ambiez (3102 m s.l.m.); il massiccio occidentale con Cima d'Agola (2959 m s.l.m.), Cima Susat (2890 m s.l.m.), Cima Pratofiorito (2900 m s.l.m.) e Le Tose (2863 m s.l.m.); le propaggini terminali occidentali con il Corno di Senaso (2855 m s.l.m.).

## Cimitero dei fossili
Di particolare interesse geologico è il Cimitero dei Fossili, situato a metà vallata, a pochi minuti di distanza dal Rifugio Al Cacciatore.
Si tratta di un giacimento che testimonia la presenza del mare tropicale da cui sono nate le Dolomiti e degli organismi che lo abitavano; in particolare lamellibranchi fossile, del genere Megalodon, databili 195 milioni di anni fa, resi visibili dalla caratteristica solcatura a karren della roccia.

## Escursionismo
La valle si presta molto per l'escursionismo sia per il panorama che per la flora e la fauna che si possono ammirare.
Un servizio taxi collega il fondovalle con la parte alpina della vallata durante i mesi estivi.
Nella valle sono presenti due rifugi e l'itinerario più praticato è proprio quello che li collega.
- il Rifugio Cacciatore (1820 m s.l.m.)[7]
- il Rifugio Silvio Agostini (2410 m s.l.m.).[8]

Oltre alla strada principale che collega il fondovalle con i due rifugi è presente una rete di sentieri che permette di raggiungere tutte le malghe: Malga Laon, Malga Senaso di Sotto, Malga Prato di Sotto, Malga Ben e Malga Prato di Sopra. Si possono raggiungere inoltre la maggior parte delle forcelle della valle lasciando che resti comunque una terra piuttosto selvaggia.
La parte alta della valle è interessata dal passaggio della famosa Via delle Bocchette che considera il Rifugio Silvio Agostini come punto di appoggio e di pernottamento. In particolare si ha il collegamento al Rifugio Tommaso Pedrotti tramite la Via ferrata Ottone Brentari e la variante sentiero Palmieri; si ha il tracciato al Rifugio XII Apostoli per il sentiero dell'Ideale e la variante Via ferrata Ettore Castiglioni.

## Galleria d'immagini

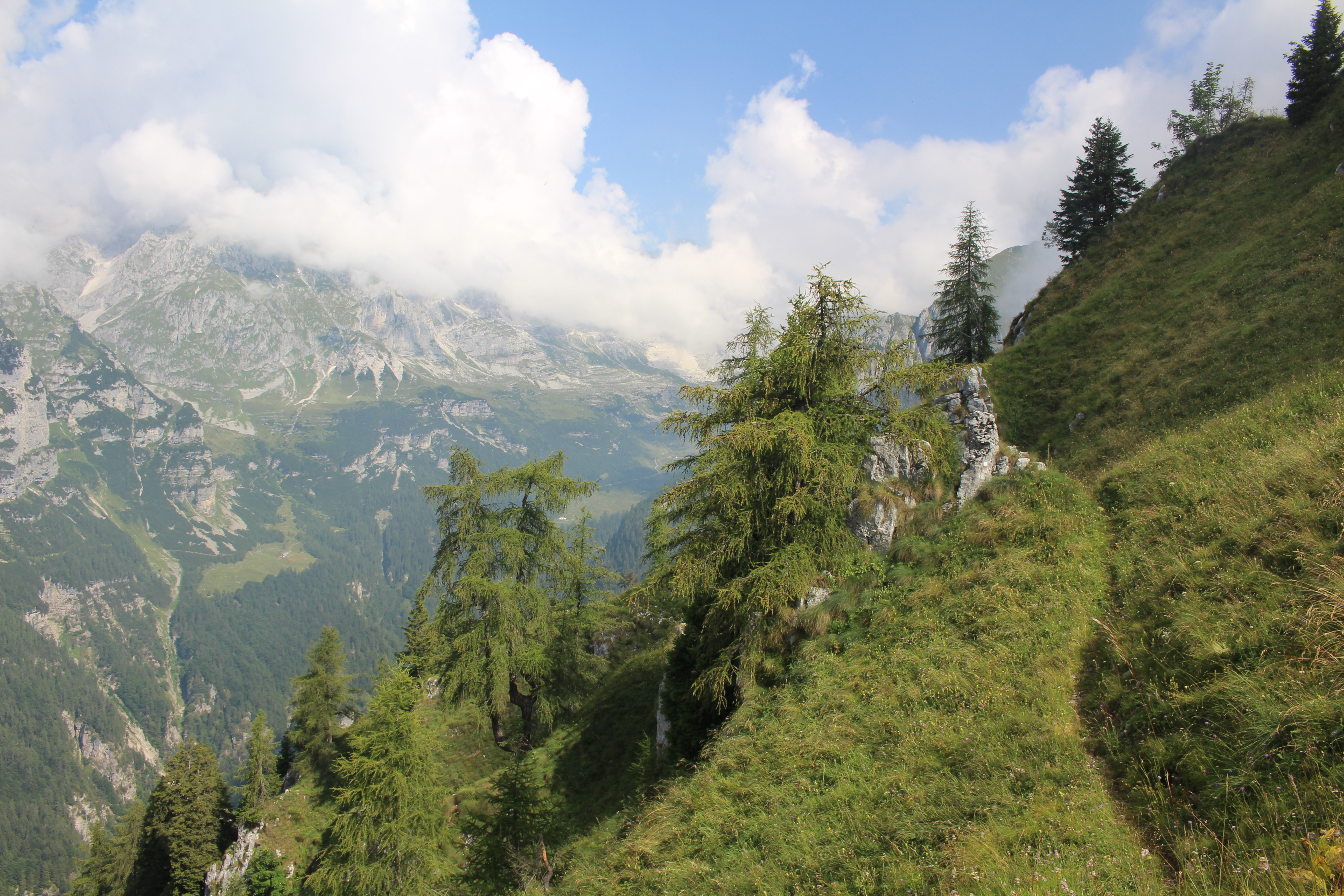
Accesso alla Val d'Ambiez dal sentiero della Forcella Bregain
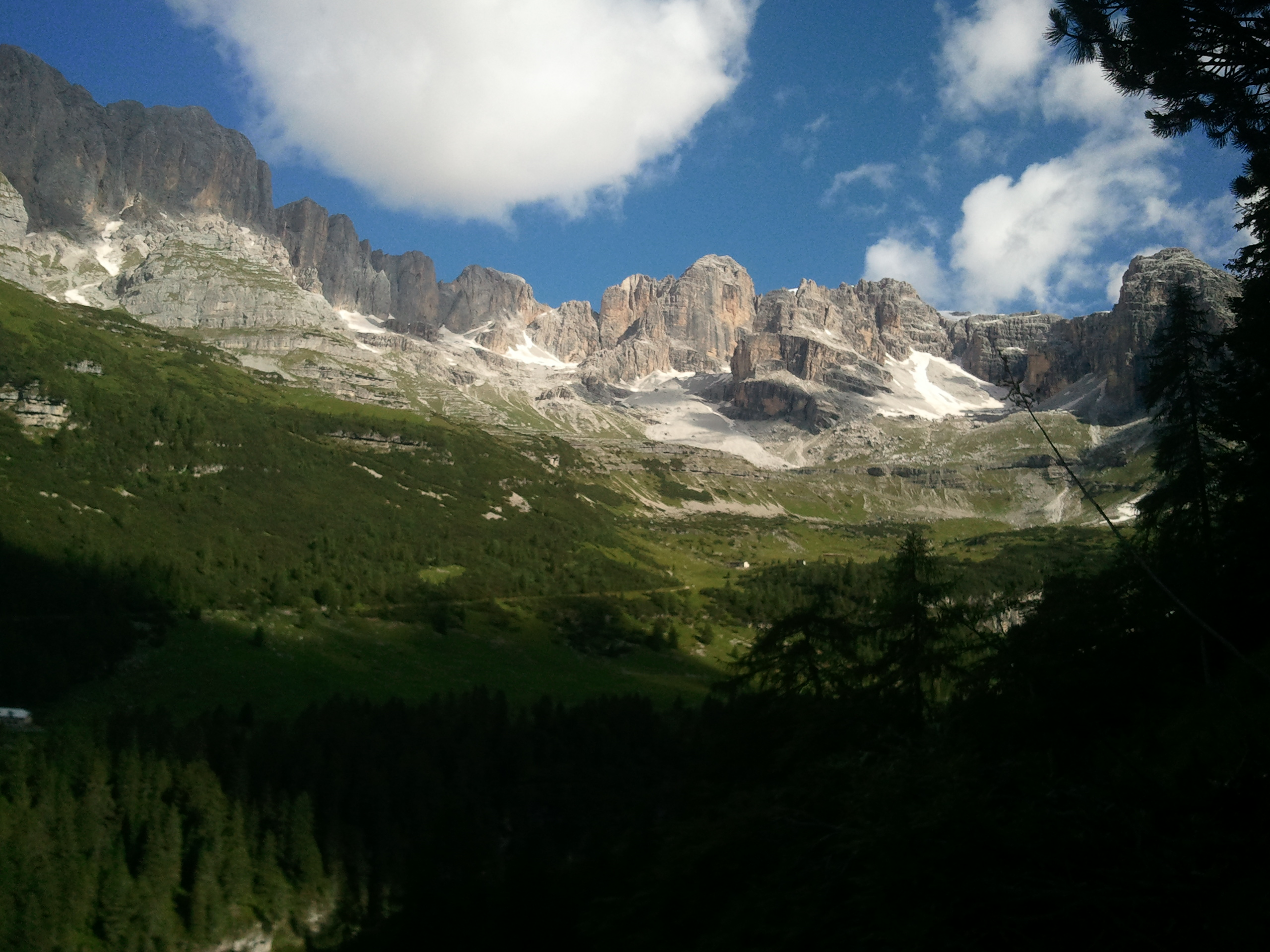
Vista di Cima d'Ambiez da Malga Ben
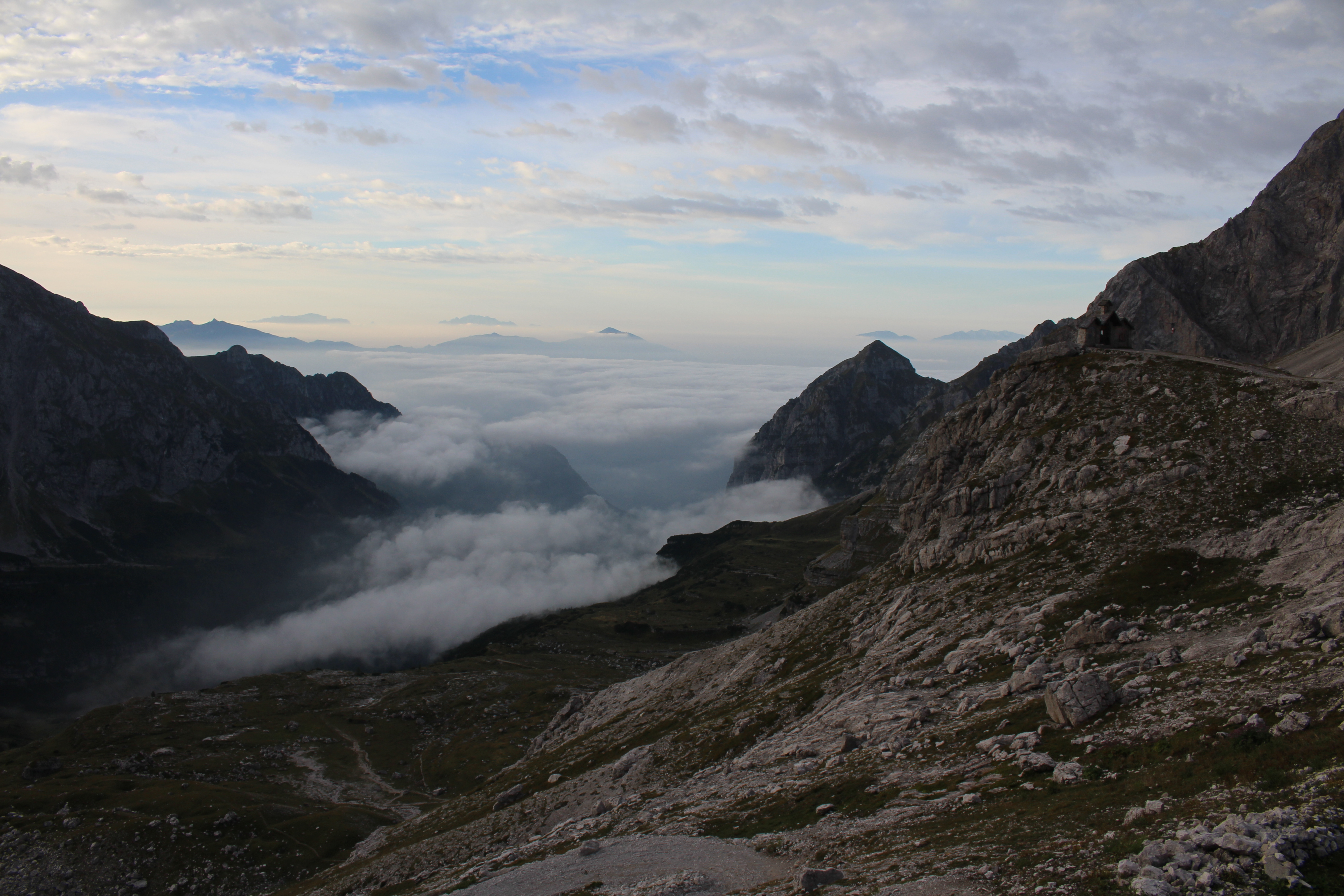
Vista verso sud della Val d'Ambiez dal Rifugio Agostini
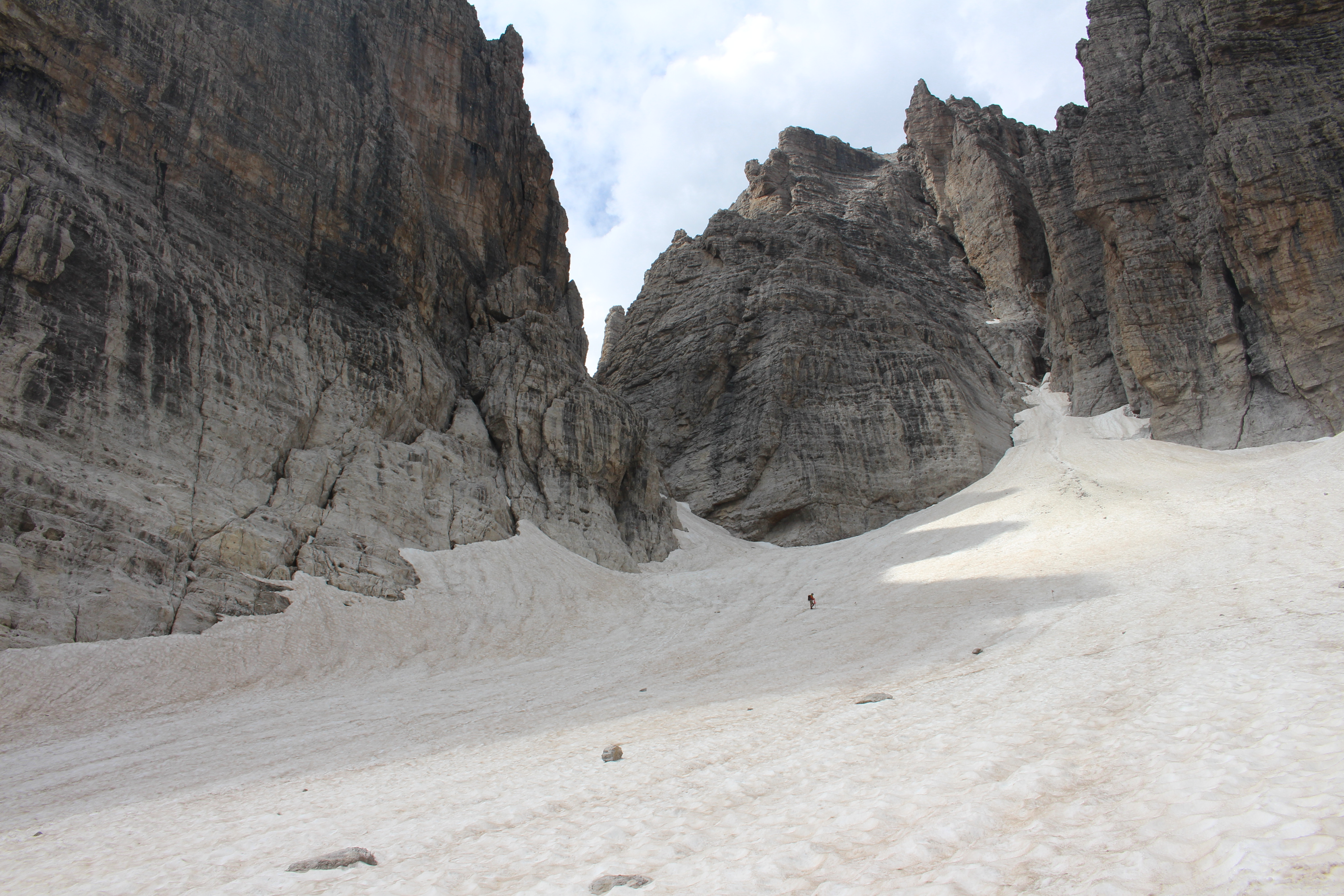
Vedretta d'Ambiez e Bocca d'Ambiez
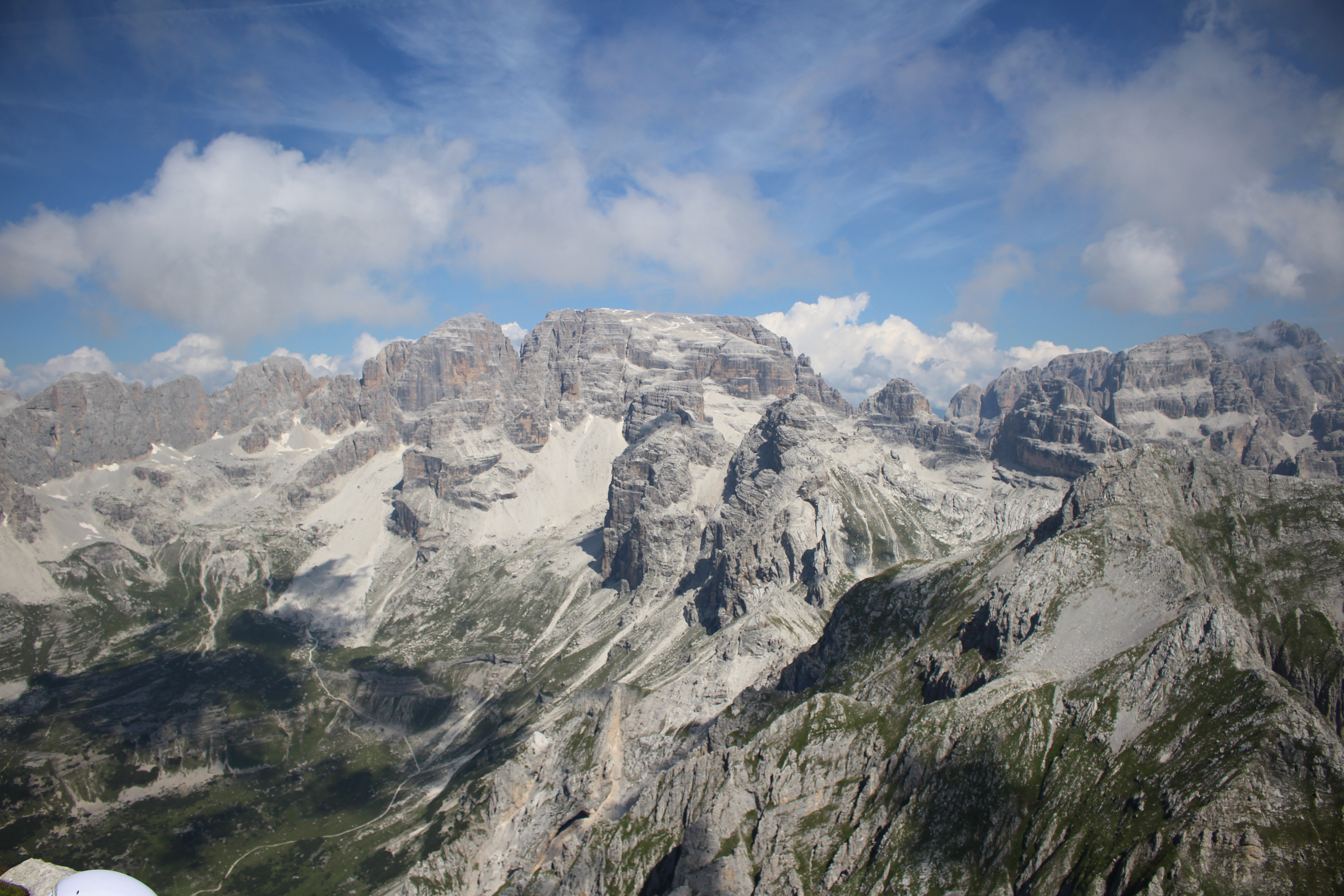
Massiccio Cima d'Ambiez - Cima Tosa visto da Cima Ghez
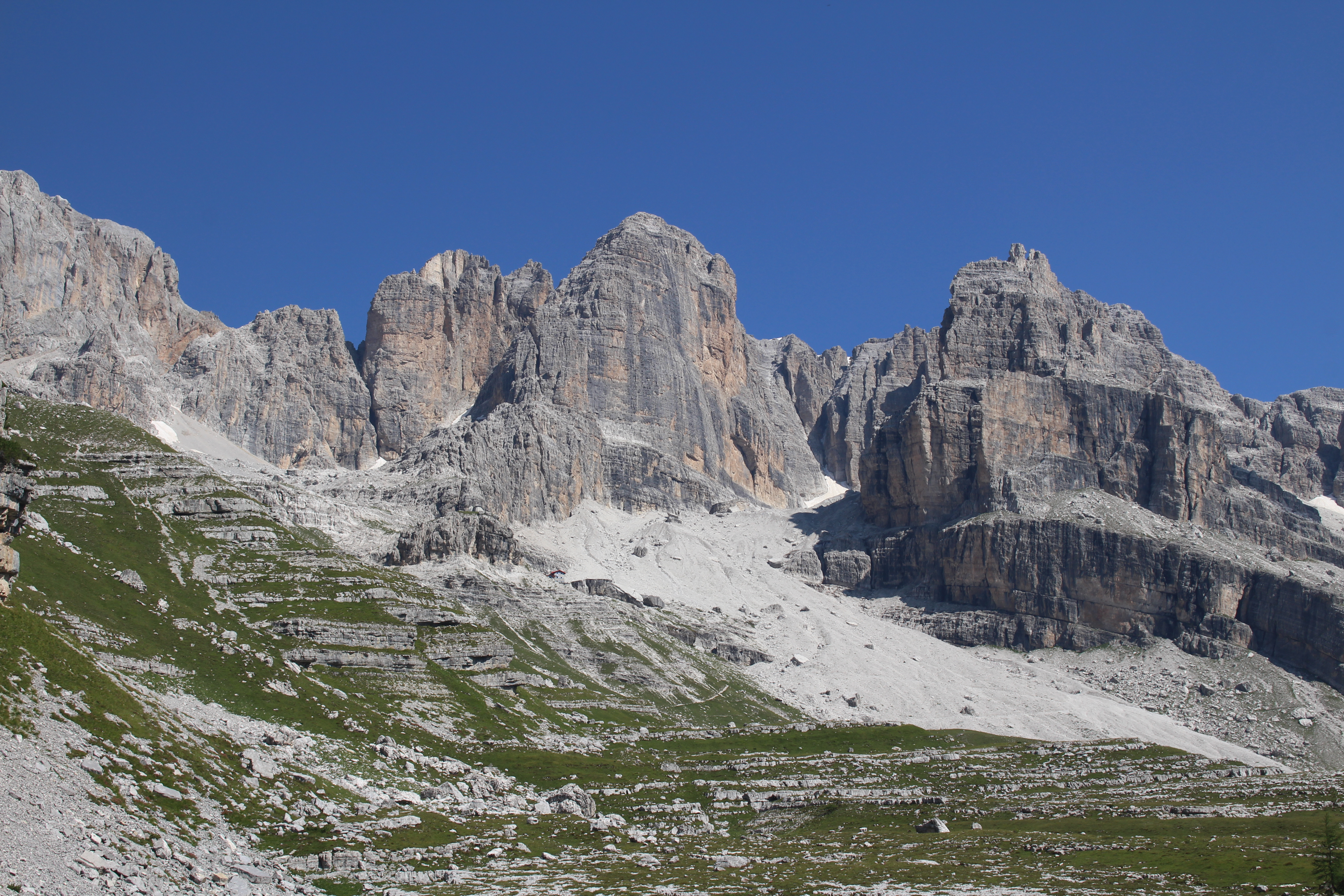
Cima d'Ambiez vista dai Prati dell'Agostini
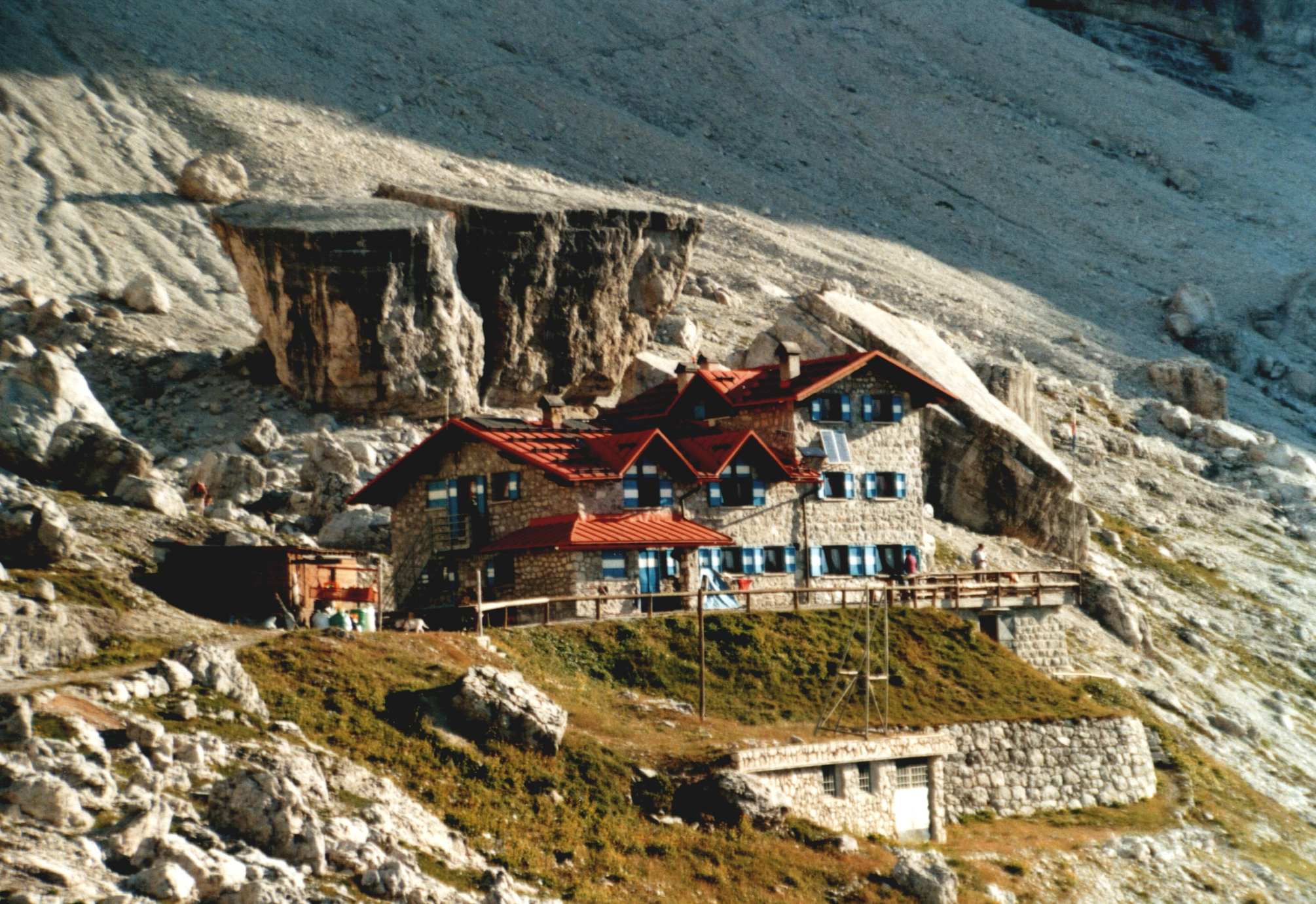
Il Rifugio Agostini visto dalla chiesetta della Madonna del Capriolo
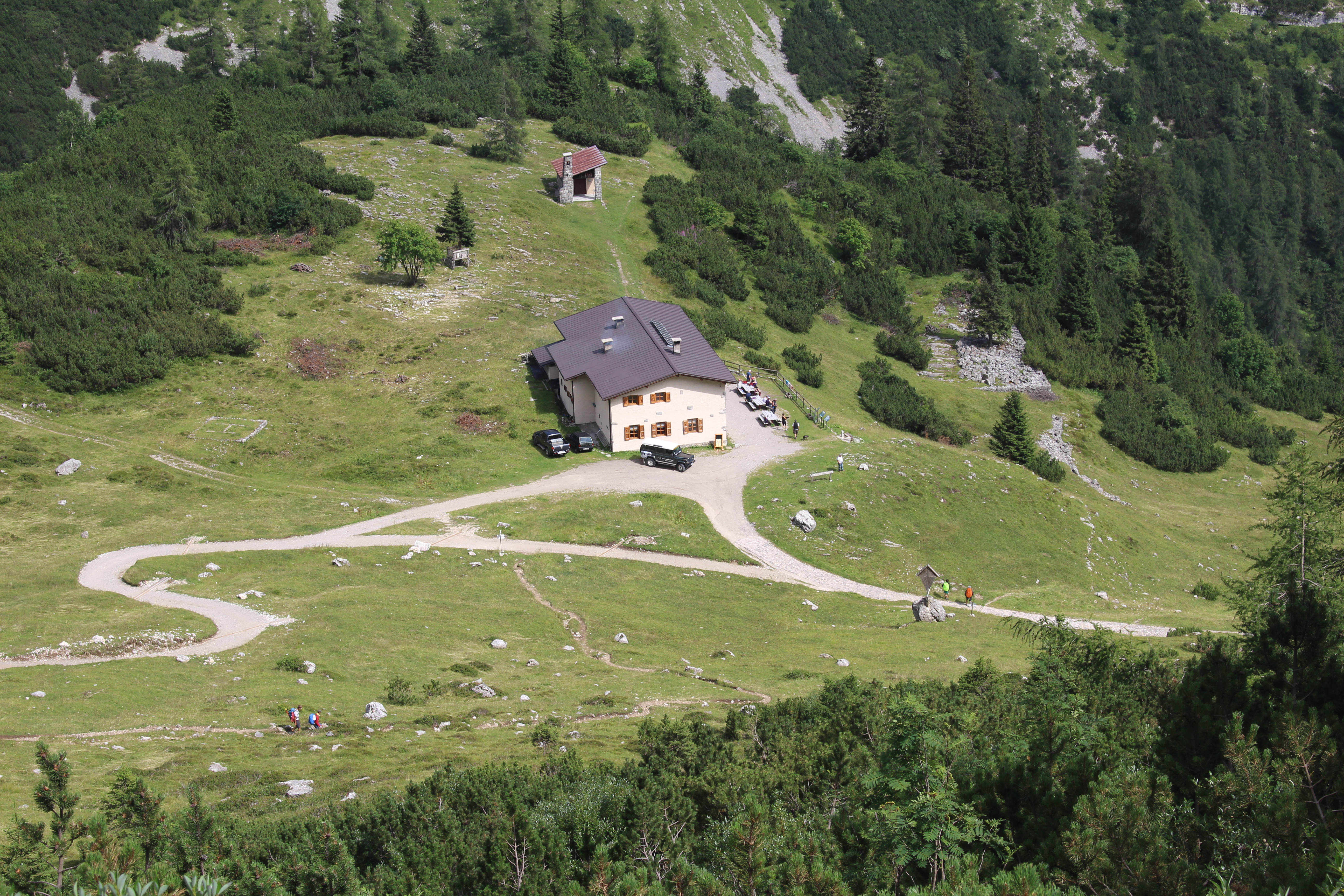
Rifugio Cacciatore visto dal Sentiero Dallago
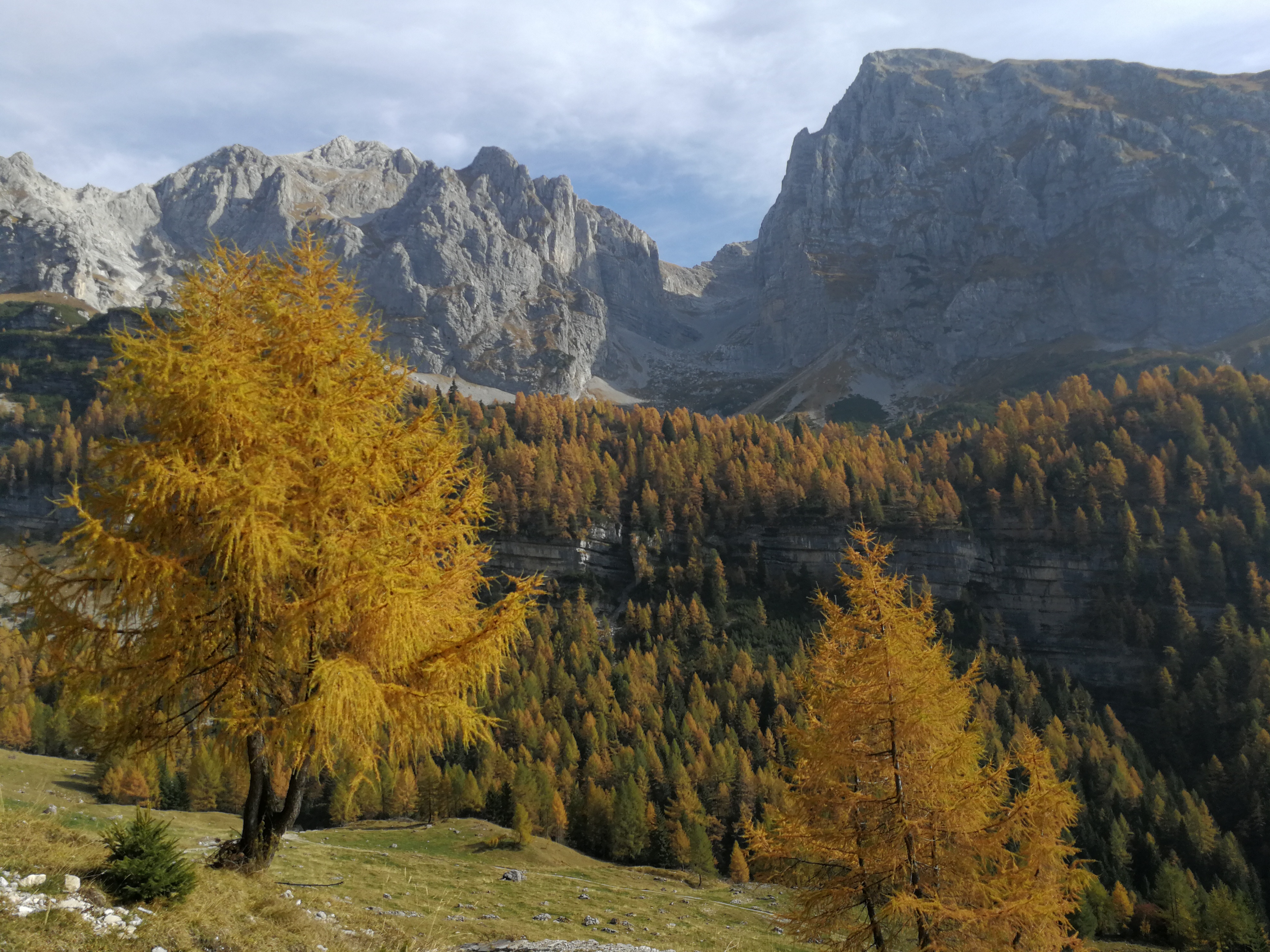
Cima di Ghez e Doss di Dalun in autunno